# Twelve Foot Ninja
Twelve Foot Ninja — австралийская группа из Мельбурна, штат Виктория, исполнявшая смесь из авангарда, альтернативного метала, фанка и мат-метала, существовавшая с 2008 по 2024 годы. Приобрела большую известность с выходом дебютного полноформатного альбома Silent Machine в 2012 году, стала победителем в номинации Best New Talent на 2014 Revolver Golden Gods Awards 2014, также заслужила признание от слушателей на SiriusXM’s Liquid Metal за год до этого. Группа побила мировой рекорд по количеству краудфандинговых вложений для музыкального видео. За время существования выпустила 4 студийных альбома, 2 EP, а также более десятка синглов и видеоклипов.

## Состав

### Финальный
- Ник «Kin Etik» Баркер — Вокалист (2008–2024)
- Стив «Stevic» МакКей — Гитарист (2008–2024)
- Шейн «Russ» Рассел — Барабанщик (2008–2024)
- Роэн «Ro» Хэйз — Гитарист, Бэк-вокалист (2012–2024)
- Дэвид де Вент — Барабанщик (2021–2024)

### Бывшие участники
- Деймон МакКиннон — Басист (2008–2019)
- Фред Наркел — Гитарист (2008–2012)

## Дискография

### Альбомы
- Silent Machine (2012, в США: 2014)
- Outlier (2016)
- Vengeance (2021)
- Mutant Dreams and Face Transplants: An Acoustic Experience (2024)

### EPs
- New Dawn (2008)
- Smoke Bomb (2010)

## Награды
| Год  | Категория                                         | Награда                                   |
| ---- | ------------------------------------------------- | ----------------------------------------- |
| 2013 | Best Artist Discovery (Лучший артист)             | SiriusXM Liquid Metal Awards, US          |
| 2013 | Best Song Discovery (Лучшая песня)                | SiriusXM Liquid Metal Awards, US          |
| 2014 | Best New Talent (Лучший Новый Талант)             | Revolver Golden God Awards, US            |
| 2014 | Best Metal Music Video (Лучшее музыкальное видео) | Independent Music Video Awards, Australia |